# Landgericht Memmingen

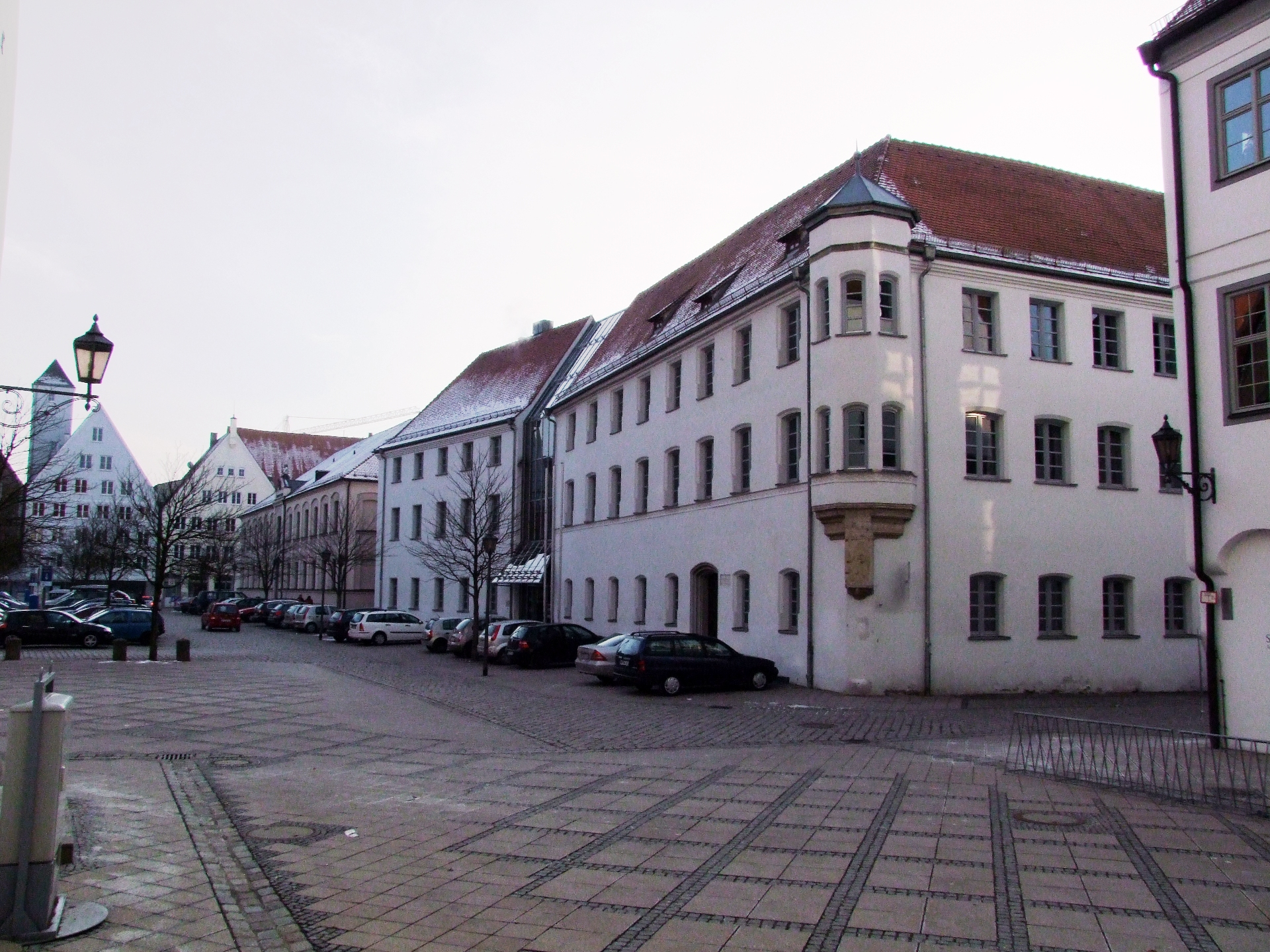
Das Landgericht auf dem Hallhof

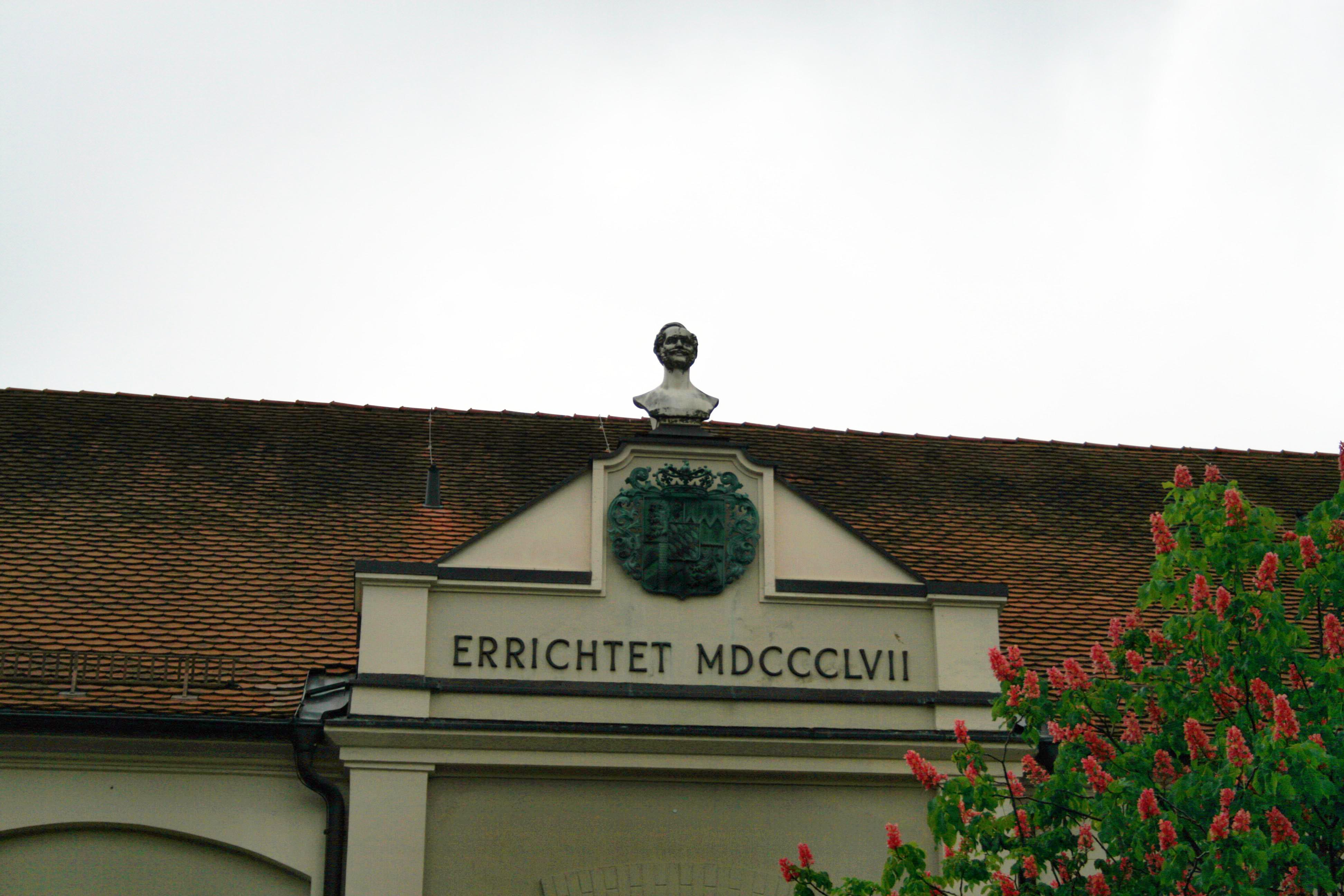
Büste des Königs Maximilian II. am Landgericht

Das Landgericht Memmingen ist ein Gericht der ordentlichen Gerichtsbarkeit. Es ist eines von 22 Landgerichten im Freistaat Bayern.

## Geschichte
Anlässlich der am 1. Juli 1862 in Kraft getretenen vollständigen Trennung von Rechtsprechung und Verwaltung in den rechtsrheinischen Landesteilen des Königreichs Bayern wurde in Memmingen ein Stadt- und Landgericht errichtet, das 1879 in ein Amtsgericht als untere Instanz der Rechtsprechung umgewandelt wurde.
Vorläufer des heutigen Landgerichts ist allerdings das 1857 gegründete bayerische Bezirksgericht, das mit dem Gerichtsverfassungsgesetz von 1879 in ein Landgericht als mittlere Instanz der Rechtsprechung umgewandelt wurde. Die Amtsgerichte in Babenhausen, Buchloe, Günzburg, Illertissen, Krumbach, Memmingen, Mindelheim, Neu-Ulm, Ottobeuren, Türkheim und Weißenhorn bestanden in dieser Zeit. Das Landgericht Memmingen gehörte im Jahre 1894 und 1920 dem Oberlandesgerichtsbezirk Augsburg an. Nach dessen Auflösung wurde die nächsthöhere Instanz das Oberlandesgericht München.

## Landgerichtsbezirk
Der Bezirk des LG Memmingen erstreckt sich neben der kreisfreien Stadt Memmingen auf folgende Landkreise:
- Günzburg
- Neu-Ulm
- Unterallgäu

Im Landgerichtsbezirk Memmingen sind 399 Rechtsanwälte (Stand: 17. Januar 2019) zugelassen.

## Gerichtsgebäude
Das Gericht ist auf dem Gelände des ehemaligen Spitals des Kreuzherrenklosters auf dem Hallhof untergebracht.

## Über- und nachgeordnete Gerichte
Das Landgericht Memmingen ist eines von zehn Landgerichten, denen das Oberlandesgericht München übergeordnet ist; nachgeordnet sind die Amtsgerichte in Günzburg, Memmingen und Neu-Ulm. Ebenfalls in Memmingen angesiedelt ist die Gerichtsärztliche Dienststelle, die derzeit mit zwei Gerichtsärzten besetzt ist.

## Kammern
Es bestehen 4 Zivilkammern, 2 Kammern für Handelssachen, 6 Strafkammern (inklusive einer Jugendkammer) sowie eine Strafvollstreckungskammer.

## Leitung
Dem Gericht steht der Präsident Konrad Beß vor.

## Bekannte Verfahren
Wegen des Novemberpogroms 1938 gegen die Jüdische Gemeinde Fellheim wurde im August 1948 vor dem Landgericht Memmingen gegen acht Personen Anklage erhoben, sechs Angeklagte wurden zu Freiheitsstrafen verurteilt.
Bekannt geworden als Memminger Prozess ist das Strafverfahren gegen einen Arzt wegen Schwangerschaftsabbruch, dessen Hauptverhandlung vom September 1988 bis Mai 1989 am Landgericht Memmingen stattfand. Zuvor waren bereits rund 360 Personen wegen durchgeführter Abtreibungen strafrechtlich verfolgt worden. Dieser Fall wurde bundesweit auch unter der Bezeichnung Memminger Hexenjagd oder Memminger Hexenprozesse bekannt und führte zu erheblicher Kritik an der Strafverfolgungspraxis der Staatsanwaltschaft Memmingen.

## Ausbildung
Im Gerichtsgebäude werden Rechtsreferendare im Wege einer Arbeitsgemeinschaft in einem festen Unterrichtsraum ausgebildet. Außerdem werden beim Landgericht Beamtenanwärter aller anderen Laufbahnen praktisch ausgebildet.